# Euro-Asia Masters Challenge 2007
Die Euro-Asia Masters Challenge 2007 war ein professionelles Snookerturnier, das vom 12. bis zum 15. Juli 2007 im Rahmen der Saison 2007/08 im Queen Elizabeth Stadium in Hongkong ausgetragen wurde. Sieger wurde der Schotte John Higgins, der im Finale den Thailänder James Wattana mit 5:4 bezwang. Nebenher wurde als Team-Event die Euro-Asia Team Challenge ausgetragen, die die vier Vertreter Europas mit 5:3 gegen die Spieler aus Asien gewinnen konnten. Das höchste Break des gesamten Turnieres war ein 127er-Break von John Higgins.

## Hauptturnier
Nach der letzten Ausgabe des Turnieres als World Champions v. Asian Stars Challenge 2004 hatten zunächst keine weiteren Ausgaben stattgefunden. 2007 wurde das Turnier aber wiederbelebt. Das Konzept orientierte sich an den vorherigen Turnieren: Vier ausgewählte Spitzenspieler aus Europa traten gegen vier ausgewählte Spieler Asiens an. Ausgetragen wurde das Turnier im Queen Elizabeth Stadium in Hongkong. Zunächst fand eine Gruppenphase mit zwei Vierer-Gruppen statt, in der jeder Teilnehmer einmal gegen jeden seiner Konkurrenten spielte. Pro Gruppe rückten die beiden besten Spieler in die Finalrunde vor, die im K.-o.-System ausgespielt wurde. Insgesamt wurden 100.000 Pfund Sterling an Preisgeldern ausgeschüttet, davon 25.000 £ an den Sieger. Offizieller Sponsor des Turnieres war das Management-Unternehmen 110sport.

### Gruppenphase
Die Spiele der Gruppenphase fanden im Modus Best of 3 Frames statt.
Gruppe A
| Pos. | Spieler        | Partien | S | N | Frames | Diff. |
| ---- | -------------- | ------- | - | - | ------ | ----- |
| 1    | John Higgins   | 3       | 3 | 0 | 6:0    | +6    |
| 2    | James Wattana  | 3       | 2 | 1 | 4:3    | +1    |
| 3    | Ding Junhui    | 3       | 1 | 2 | 2:5    | −3    |
| 4    | Stephen Hendry | 3       | 0 | 3 | 2:6    | −4    |

| Spiel | Spieler 1      | Ergebnis | Spieler 2      |
| ----- | -------------- | -------- | -------------- |
| 1     | John Higgins   | 02:02    | Stephen Hendry |
| 2     | Ding Junhui    | 20:20    | James Wattana  |
| 3     | Stephen Hendry | 21:21    | James Wattana  |
| 4     | John Higgins   | 02:02    | Ding Junhui    |
| 5     | John Higgins   | 02:02    | James Wattana  |
| 6     | Stephen Hendry | 21:21    | Ding Junhui    |

Gruppe B
| Pos. | Spieler           | Partien | S | N | Frames | Diff. |
| ---- | ----------------- | ------- | - | - | ------ | ----- |
| 1    | Marco Fu          | 3       | 3 | 0 | 6:1    | +5    |
| 2    | Ken Doherty       | 3       | 2 | 1 | 5:3    | +2    |
| 3    | Ronnie O’Sullivan | 3       | 1 | 2 | 3:4    | −1    |
| 4    | Supoj Saenla      | 3       | 0 | 3 | 0:6    | −6    |

| Spiel | Spieler 1         | Ergebnis | Spieler 2    |
| ----- | ----------------- | -------- | ------------ |
| 1     | Ronnie O’Sullivan | 21:21    | Ken Doherty  |
| 2     | Ken Doherty       | 21:21    | Marco Fu     |
| 3     | Ronnie O’Sullivan | 02:02    | Supoj Saenla |
| 4     | Marco Fu          | 02:02    | Supoj Saenla |
| 5     | Ken Doherty       | 02:02    | Supoj Saenla |
| 6     | Ronnie O’Sullivan | 20:20    | Marco Fu     |

### Finalrunde
In der Finalrunde wurden unterschiedliche Best-of-Modi angewandt.

|  | Halbfinale Best of 3 Frames | Halbfinale Best of 3 Frames | Halbfinale Best of 3 Frames |  |  | Finale Best of 9 Frames | Finale Best of 9 Frames | Finale Best of 9 Frames |
|  |                             |                             |                             |  |  |                         |                         |                         |
|  |                             |                             |                             |  |  |                         |                         |                         |
|  | A1                          | John Higgins                | 2                           |  |  |                         |                         |                         |
|  | B2                          | Ken Doherty                 | 0                           |  |  |                         |                         |                         |
|  |                             |                             |                             |  |  | A1                      | John Higgins            | 5                       |
|  |                             |                             |                             |  |  | A2                      | James Wattana           | 4                       |
|  | A2                          | Marco Fu                    | 0                           |  |  |                         |                         |                         |
|  | B1                          | James Wattana               | 2                           |  |  |                         |                         |                         |
|  |                             |                             |                             |  |  |                         |                         |                         |

Finale
Die Finalrunde erreichten mit Marco Fu (2004), Ken Doherty (zweites Event 2003) und James Wattana (erstes Event 2003) die ehemaligen Sieger des Turnieres sowie mit John Higgins der einzige Spieler, der in der Vergangenheit zwar das Finale erreicht, aber nie gewonnen hatte. Mit Higgins und Wattana setzten sich die beiden Qualifikanten aus der Gruppe A durch. Im Finale war James Wattana seinem Gegner über weite Teile des Spiels einen Frame voraus, doch am Ende konnte Higgins die Partie drehen und trug sich ebenfalls als Sieger in die Annalen des Turnieres ein.
| Finale: Best of 9 Frames Queen Elizabeth Stadium, Wan Chai District, Hongkong, 15. Juli 2007 |                |               |
| John Higgins                                                                                 | 5:4            | James Wattana |
| 0:74 (74), 13:52, 76:60 (69), 0:86 (86), 127:9 (127), 37:69, 80:15 (80), 74:15               |                |               |
| 127                                                                                          | Höchstes Break | 86            |
| 1                                                                                            | Century-Breaks | –             |
| 3                                                                                            | 50+-Breaks     | 2             |

## Team-Event
Erstmals in der Turniergeschichte wurde auch ein Team-Event ausgetragen. Die acht Teilnehmer des Hauptturnieres traten hierfür zusätzlich als Team Europa und Team Asien gegeneinander an. Die einzelnen Spieler aus Europa und Asien traten hierfür in einem Best-of-9-Frames-Spiel gegeneinander an. Nachdem Marco Fu für Asien gegen John Higgins den ersten Frame gewonnen hatte, konnte das Team Europa mit 3:1 in Führung gehen. Asien glich anschließend aus, doch die beiden folgenden Frames gingen an Europa. Dadurch gewannen die vier Spieler aus Europa das Team-Event mit 5:3.
| Finale: Best of 9 Frames Queen Elizabeth Stadium, Wan Chai District, Hongkong, Juli 2007 |                |        |
| Asien                                                                                    | 3:5            | Europa |
| siehe unten                                                                              |                |        |
| 70                                                                                       | Höchstes Break | 68     |
| –                                                                                        | Century-Breaks | –      |
| 1                                                                                        | 50+-Breaks     | 3      |

Ergebnisse der einzelnen Frames
| Spiel | Spieler 1     | Ergebnis  | Spieler 2         |
| ----- | ------------- | --------- | ----------------- |
| 1     | Marco Fu      | 771:771   | John Higgins      |
| 2     | James Wattana | 8642:8642 | Ken Doherty       |
| 3     | Ding Junhui   | 6619:6619 | Stephen Hendry    |
| 4     | Supoj Saenla  | 999:999   | Ronnie O’Sullivan |
| 5     | Ding Junhui   | 3956:3956 | John Higgins      |
| 6     | James Wattana | 3875:3875 | Stephen Hendry    |
| 7     | Supoj Saenla  | 6531:6531 | Ken Doherty       |
| 8     | Marco Fu      | 808:808   | Ronnie O’Sullivan |

## Century Breaks
Insgesamt wurden während des Turnieres drei Century-Breaks gespielt, alle im Hauptwettbewerb.
- John Higgins: 127
- Marco Fu: 123
- Ronnie O’Sullivan: 117